# Miskolc Renegades 2018
Questa voce raccoglie le informazioni riguardanti i Miskolc Renegades nelle competizioni ufficiali della stagione 2018.

## Divízió I 2018

### Stagione regolare
| Szombathely 31 marzo 2018, ore 15:00 2ª giornata | Szombathely Crushers | 42 – 0 | Miskolc Renegades | SZSE |

| Miskolc 14 aprile 2018, ore 15:00 4ª giornata | Miskolc Renegades | 0 – 34 | Szekszárd Bad Bones | Ifjúsági Sporttelep |

| Fót 22 aprile 2018, ore 15:00 5ª giornata | Budapest Eagles 2 | 13 – 12 | Miskolc Renegades | Balogh Sándor Sportcentrum |

| Nyírábrány 13 maggio 2018, ore 15:00 7ª giornata | Debrecen Gladiators | 39 – 3 | Miskolc Renegades |  |

| Miskolc 2 giugno 2018, ore 15:00 10ª giornata | Miskolc Renegades | 13 – 16 | Budapest Titans | Ifjúsági Sporttelep |

| Szirmabesenyő 23 giugno 2018, ore 15:00 12ª giornata | Miskolc Renegades | 19 – 34 | Budapest Cowbells 2 | Sportpálya |

## Statistiche di squadra
| Competizione      | %Vittorie | In casa | In casa | In casa | In casa | In casa | In casa | In trasferta | In trasferta | In trasferta | In trasferta | In trasferta | In trasferta | Totale | Totale | Totale | Totale | Totale | Totale |
| Competizione      | %Vittorie | G       | V       | N       | P       | Pf      | Ps      | G            | V            | N            | P            | Pf           | Ps           | G      | V      | N      | P      | Pf     | Ps     |
| ----------------- | --------- | ------- | ------- | ------- | ------- | ------- | ------- | ------------ | ------------ | ------------ | ------------ | ------------ | ------------ | ------ | ------ | ------ | ------ | ------ | ------ |
| Stagione regolare | .000      | 3       | 0       | 0       | 3       | 32      | 84      | 3            | 0            | 0            | 3            | 15           | 94           | 6      | 0      | 0      | 6      | 47     | 178    |
| Totale            | .000      | 3       | 0       | 0       | 3       | 32      | 84      | 3            | 0            | 0            | 3            | 15           | 94           | 6      | 0      | 0      | 6      | 47     | 178    |